# Barbra Streisand…And Other Musical Instruments
Barbra Streisand…and Other Musical Instruments (с англ. — «Барбра Стрейзанд … и другие музыкальные инструменты») — студийный альбом американской певицы Барбры Стрейзанд, выпущенный в 1973 году под эгидой Columbia Records и спродюсированный Гэри Смитом. Альбом стал саундтреком пятого специального телешоу Стрейзанд, в котором она исполняла свои самые известные песни и кавер-версии других популярных песен под аккомпанемент необычных и экзотичных музыкальных инструментов. Barbra Streisand…and Other Musical Instruments стал для Стрейзанд большим коммерческим провалом, оставаясь наименее успешной её записью и одним из трёх студийных альбомов Барбры (наряду с What About Today? 1969 года и What Matters Most 2011 года), не удостоенных сертификации RIAA в США.

## О шоу
Барбра не записывала телевизионных специальных шоу для CBS с 1968 года, когда прошла трансляция концерта A Happening in Central Park. «Причина, по которой мы не делали телешоу для CBS в течение такого долгого времени, крылась в моей ссоре с Майком Дэнном», объяснял менеджер Барбры Марти Эрлихман. Дэнн был первым вице-президентом CBS. «Он никогда не верил в талант Барбры. Он хотел снимать её в шоу с Диком Ван Дайком и Энди Гриффитом… Последним нашим шоу была трансляция концерта в Центральном парке, и оно вышло незадолго до взлёта кинокарьеры Барбры. Всё уже было готово, и Майк Дэнн определил дату трансляции — 12 сентября 1968 года. Фильм „Смешная девчонка“ должен был выйти 18 сентября 1968 года, и я просил его перенести трансляцию на более поздний срок, после премьеры фильма, так как это стало бы важным событием и для CBS, и для Барбры. Он, однако, отказался сделать это, и я поклялся, что мы не будем ничего снимать для CBS, пока Майк Дэнн не покинет свой пост. Мы были так рады, когда вице-президентом стал Фред Сильверман, нам нравилось с ним работать. Это была одна из причин, по которой мы вновь решили снять специальное телешоу».
В 1972 году Барбра активно занималась своей карьерой в кино, вышли фильмы «В чём дело, док?» и «Песочница». Стрейзанд также закончила съёмки фильма «Какими мы были», хотя премьера фильма состоялась только осенью 1973 года. Телекомпания CBS объявила, что Барбра впервые за пять лет вернётся на телевидение с специальным шоу, спонсором которого станет компания Зингер.
В новом шоу Барбра вновь стала главной героиней, также как в My Name Is Barbra и Color Me Barbra. «Около пяти лет назад у Барбры была идея записать альбом под аккомпанемент разных видов музыкальных инструментов со всего мира. Мы тогда не воплотили эту идею в жизнь, и она решила, что это отличная тема для специального телешоу», рассказал Эрлихман.
Команда Барбры пригласила для участия в шоу Рэя Чарльза (и его бэк-вокалистов, группу The Raettes), а также всемирно известного тенора Ромео Берти и 11-летнего пианиста Доминика Сэвиджа (Сэвидж стал известным благодаря роли пасынка героя Райана О’Нила в фильме Стэнли Кубрика «Барри Линдон»). Берти рассказал прессе, что был рад работать с Барброй. «С технической точки зрения, я восхищаюсь высотой её голоса, он абсолютно удивителен. Вы бы никогда не смогли петь в мюзиклах без этой высоты. Она великолепная артистка, которая является намного более одаренной, чем она сама думает».
Продюсеры, Гэри Смит и Дуайт Хемион, были вынуждены сменить место съёмок с США на Великобританию по просьбе сэра Лью Грэйда, который и дал им эту работу. Продюсеры должны были убедить Барбру снимать шоу в Лондоне в студии Elstree Studios. Смит рассказывал: «…это была большая возможность. Путешествие было бы забавным, директор по освещению, Джон Рук, был блестящим профессионалом, так что Барбра согласилась». Шоу обошлось организаторам в 600 тысяч долларов и было подготовлено за десять недель, в том числе — неделя репетиций в Нью-Йорке; две недели репетиций и восемь дней съёмок в Лондоне; плюс недели подготовок перед этим.
Супружеская пара Кен и Мици Уэлч, которые писали песни многим известным исполнителям, в том числе Лорна Лафт, Барри Манилоу и Кэрол Бернетт, были наняты для работы над музыкальным материалом шоу, темой которого стало использование огромного количества экзотических музыкантов, инструментов и стилей. Супруги уже работали с Барброй в 1962 году на «шоу Гарри Мура», когда они аранжировали для неё «Happy Days Are Here Again» в стиле иронической баллады.
Подготовка к съёмкам началась летом 1973 года на студии Elstree Studios. Марти Эрлихман рассказывал: «Нам пришлось снимать шоу по частям, так как все были заняты другими проектами. Мы репетировали в США, а потом улетели в Лондон. Мы снимали шоу только несколько дней, а вскоре Гэри, Дуайт и Джо Лейтон были вынуждены уехать в виду определённых обстоятельств. Когда это произошло, Барбра продолжила репетировать с хореографом и пробегаться по материалу к шоу. Было очень трудно работать в этих условиях, и люди, связанные с шоу, как правило, никогда бы не стали продолжать съёмки тем способом, которым пошли мы, но все хотели продолжить работу, поэтому мы выбрали этот путь. Рэй Чарльз был доступен только 26 и 27 июля, поэтому мы были вынуждены остановить текущие съёмки и работу и снять его сегмент. Это было нелегко, поэтому нам и потребовалось десять недель, как настоящему полнометражному фильму, но я думаю, это стоило того».
Несколько журналистов посетили съёмки, чтобы взять интервью у Стрейзанд. Барбра, активно работающая со своей командой, была описана в статьях как неустанная. Она сказала одному репортеру из журнала Cosmopolitan: «Так как вы сейчас здесь, я не обедаю с режиссёром или продюсером. Я не обсуждаю съёмки или технические вопросы, над которыми мы будем продолжать работать в течение следующих семи или восьми часов. Всё, что входит в те часы, есть и всегда будет моим шоу и частью моей жизни. Что же я могу сказать об интервью? Раздача интервью не помогает продвижению работы».
Съёмка сегмента Рэя Чарльза, исполняющего три песни, продлилась с восьми утра до девяти вечера, на каждую песню было снято по несколько дублей. Рэй Чарльз спел в тот вечер и песню «I Can Make It Through the Days (But Oh Those Lonely Nights)», хотя она в итоге не была использована в шоу. Для концертного сегмента Барбра и её команда планировали исполнить следующие песни: «What Are You Doing the Rest of Your Life?», «Better», «Do Me Wrong» и «The Way We Were».
В шоу Other Musical Instruments были задейстованы и люди из команды Барбры. Джо Лейтон, который занимался постановкой предыдущих спецшоу Барбры и продюсировал данное, появлялся во время номера «Glad to be Unhappy» в костюме кабуки. А давний менеджер Стрейзанд, Марти Эрлихман, появился в заключительном номере «The World is a Concerto» в небольшой роли оператора стиральной машины.
Премьера шоу Barbra Streisand and Other Musical Instruments состоялась 2 ноября 1973 года на CBS. Запись его не была доступна на физическом носителе вплоть до 2005 года, когда шоу было издано на DVD. Альбом в поддержку шоу включал записи всех номеров, исполненных во время телешоу, за исключением «Sing» / «Make Your Own Kind of Music», «Look What They’ve Done to My Song Ma», «Crying Time», «Sweet Inspiration» / «Where You Lead» и «On a Clear Day You Can See Forever». На компакт-диске альбом был издан в 1989 году с ремастерингом Джо Гэствирта, после этого альбом никогда не переиздавался на CD.

## Коммерческий успех
Альбом дебютировал в чарте Billboard 200 со 146 места 11 ноября 1973 года, а своего пика, 64 позиции, достиг 22 декабря. В топ-200 альбом провёл 16 недель. Пластинка стала для Стрейзанд крупным провалом, оставаясь одним из трёх её альбомов, не удостоенных сертификации RIAA.

## Список композиций
| №  | Название                             | Автор(ы)                                                                          | Длительность |
| -- | ------------------------------------ | --------------------------------------------------------------------------------- | ------------ |
| 1. | «Piano Practicing»                   | Лан О’Кун                                                                         | 2:27         |
| 2. | «I Got Rhythm»                       | Айра Гершвин, Джордж Гершвин                                                      | 1:24         |
| 3. | «Johnny One Note» / «One Note Samba» | Лоренц Харт, Ричард Роджерс, Антониу Карлос Жобин, Ньютон Мендонса, Джон Хендрикс | 3:40         |
| 4. | «Glad to Be Unhappy»                 | Лоренц Харт, Ричард Роджерс                                                       | 2:43         |
| 5. | «People»                             | Боб Меррилл, Джул Стайн                                                           | 1:51         |
| 6. | «Second Hand Rose»                   | Грант Кларк, Джеймс Ф. Хэнли                                                      | 0:16         |
| 7. | «Don’t Rain on My Parade»            | Боб Меррилл, Джул Стайн                                                           | 3:41         |

| №                   | Название                                                  | Автор(ы)                                       | Длительность |
| ------------------- | --------------------------------------------------------- | ---------------------------------------------- | ------------ |
| 1.                  | «Don’t Ever Leave Me»                                     | Оскар Хаммерстайн II, Джером Керн              | 0:41         |
| 2.                  | «Monologue»                                               | —                                              | 0:46         |
| 3.                  | «By Myself»                                               | Ховард Дитц, Артур Шварц                       | 1:54         |
| 4.                  | «Come Back to Me»                                         | Алан Джей Лернер, Бертон Лэйн                  | 1:38         |
| 5.                  | «I Never Has Seen Snow»                                   | Трумен Капоте, Гарольд Арлен                   | 5:07         |
| 6.                  | «Lied: Auf Dem Wasser Zu Singen»                          | Франц Шуберт                                   | 1:32         |
| 7.                  | «The World Is a Concerto» / «Make Your Own Kind of Music» | Кен Уэлч, Митци Уэлч, Барри Манн, Синтия Вайль | 4:02         |
| 8.                  | «The Sweetest Sounds»                                     | Ричард Роджерс                                 | 2:55         |
| Общая длительность: | Общая длительность:                                       | Общая длительность:                            | 34:37        |